# Bernadeta Soubirous
Bernadetta Soubirous (właśc. fr. Bernarde-Marie Soubirous lub Maria Bernada Sobirós; ur. 7 stycznia 1844 w Lourdes, zm. 16 kwietnia 1879 jako siostra zakonna Zgromadzenia Sióstr Miłości w Nevers (fr. Soeurs de la Charité et de l’Instruction Chrétienne de Nevers)) – francuska święta Kościoła katolickiego oraz wizjonerka.

## Życiorys

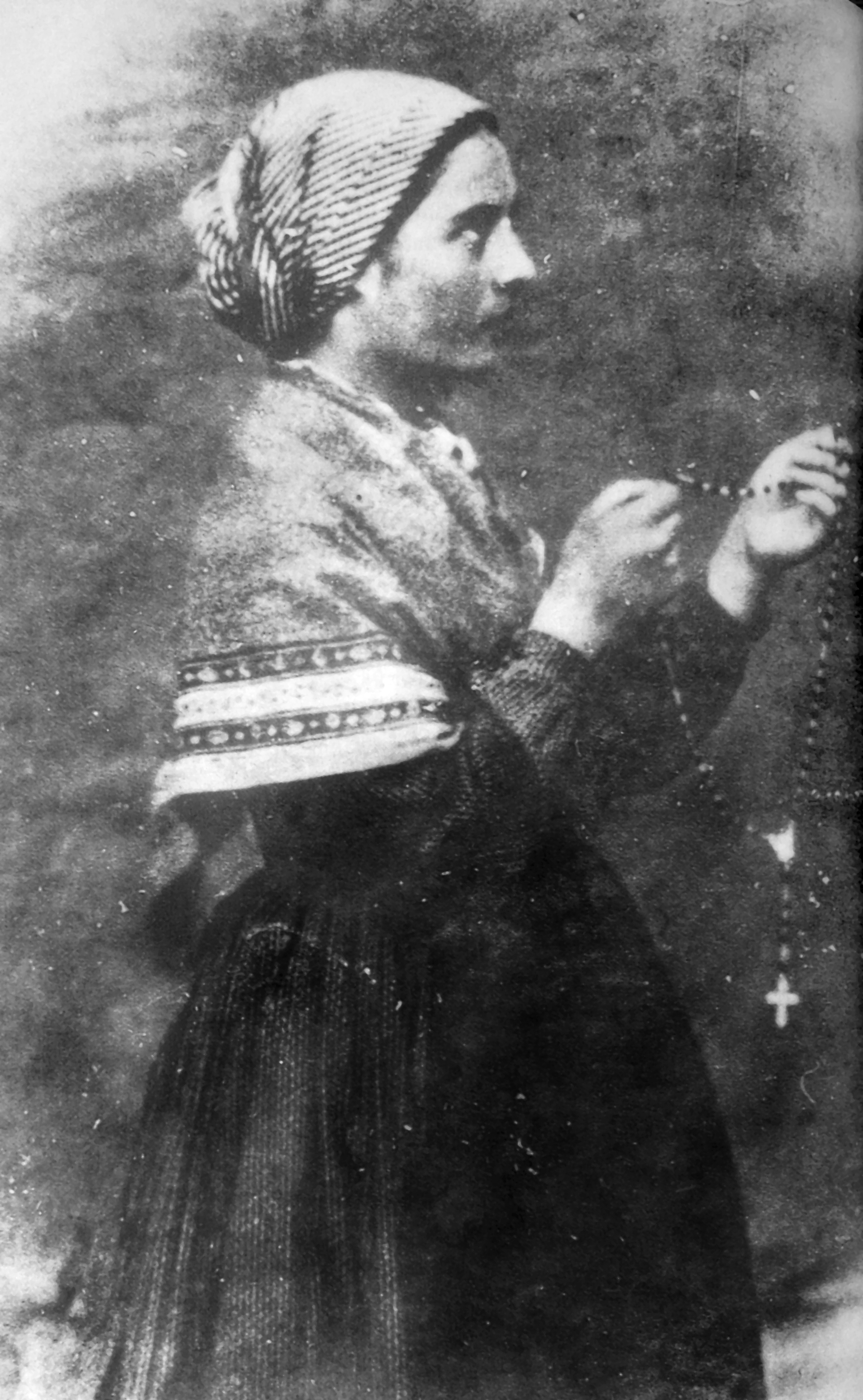
Bernadetta na fotografii wykonanej w 1861 roku

Bernadeta była najstarszą córką z dziewięciorga dzieci ubogiego młynarza Franciszka Soubirous i Luizy Casterot. Od dzieciństwa była słabego zdrowia i często chorowała. Mając 11 lat przeżyła epidemię cholery. Zachorowała wtedy na astmę i gruźlicę. W wieku 14 lat, w 1858 – osiemnastokrotnie ujrzała Matkę Bożą w grocie Massabielle w Lourdes.
Cel objawień został ukazany przez samą Maryję, gdy przedstawiła się Bernadecie w miejscowej odmianie dialektu gaskońskiego języka oksytańskiego: Que soy era Immaculada Councepciou – „Jestem Niepokalane Poczęcie”. Było to cztery lata po uroczystym ogłoszeniu przez papieża Piusa IX dogmatu o zachowaniu Matki Chrystusa od zmazy grzechu pierworodnego. Matka Boża miała poprosić Bernadetę, by odgarnęła nieco ziemi pod skałą i odkryła źródło, które zaczęło wypływać coraz obficiej. Źródło to istnieje do dziś i jest celem pielgrzymek milionów chorych, z których wielu daje świadectwo duchowego i fizycznego uzdrowienia po kąpieli w nim. Maryja poleciła też, by dziewczyna modliła się na różańcu.
Bernadeta była chorowitym dzieckiem; przez większość życia cierpiała na astmę. Przez sobie współczesnych była uważana za osobę naiwną i prostoduszną, a pomimo surowych przesłuchań, zarówno przez oficjeli Kościoła katolickiego, jak i rządu francuskiego, konsekwentnie obstawała przy swojej historii.
W 1866 roku wstąpiła do klasztoru Nôtre Dame de Nevers, unikając w ten sposób powszechnego zainteresowania, jakie budziła z powodu otrzymanych objawień. Spędziła w Nevers resztę swojego życia. Zmarła w wieku 35 lat na gruźlicę.  

## Beatyfikacja i kanonizacja

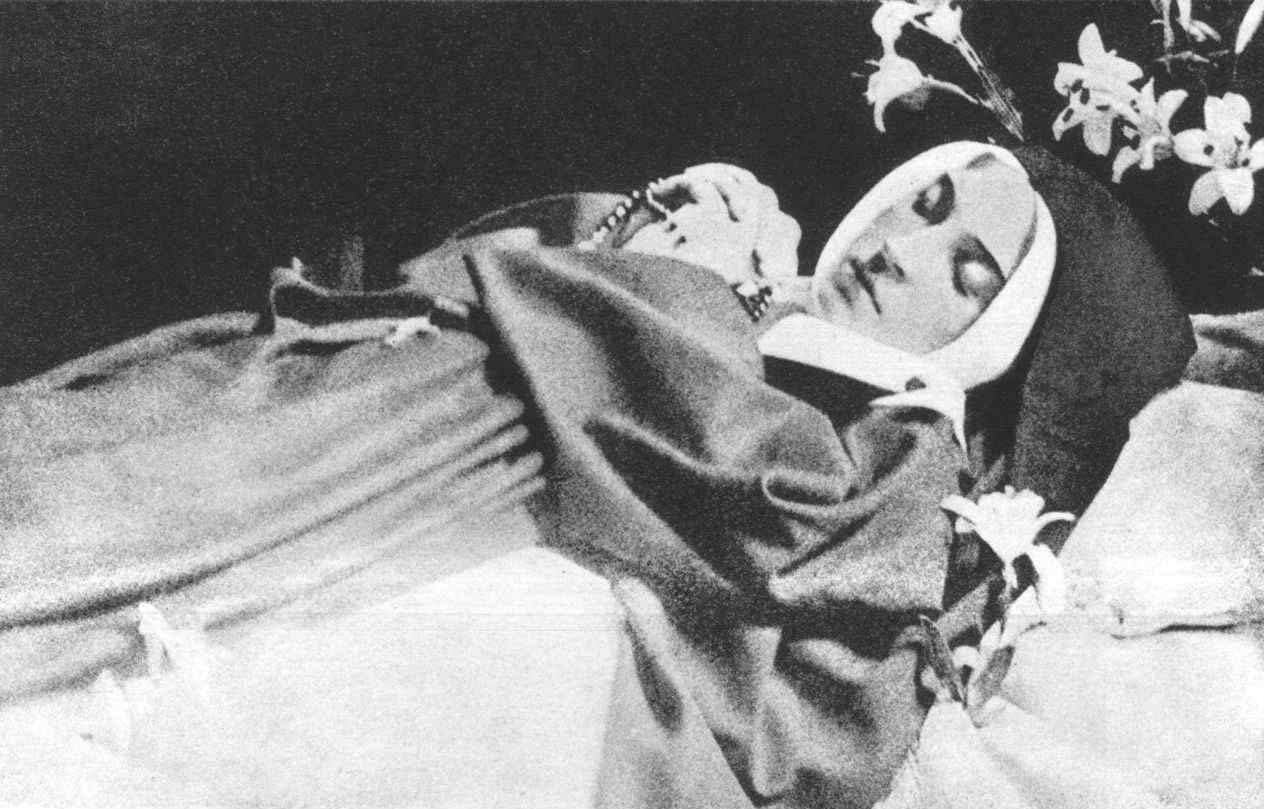
Zmumifikowane ciało siostry Bernadetty z uzupełnionymi symulakrami twarzą i dłońmi po ekshumacji w 1925 roku

W czasie procesu kanonizacyjnego w 1919 roku stwierdzono, że ciało Bernadety mimo upływu czasu pozostało nienaruszone.
W 1925 papież Pius XI, w obecności ostatniego z jej braci, ogłosił Bernadetę-Marię błogosławioną, a w roku 1933 tenże papież zaliczył ją uroczyście w poczet świętych.

## Relikwie

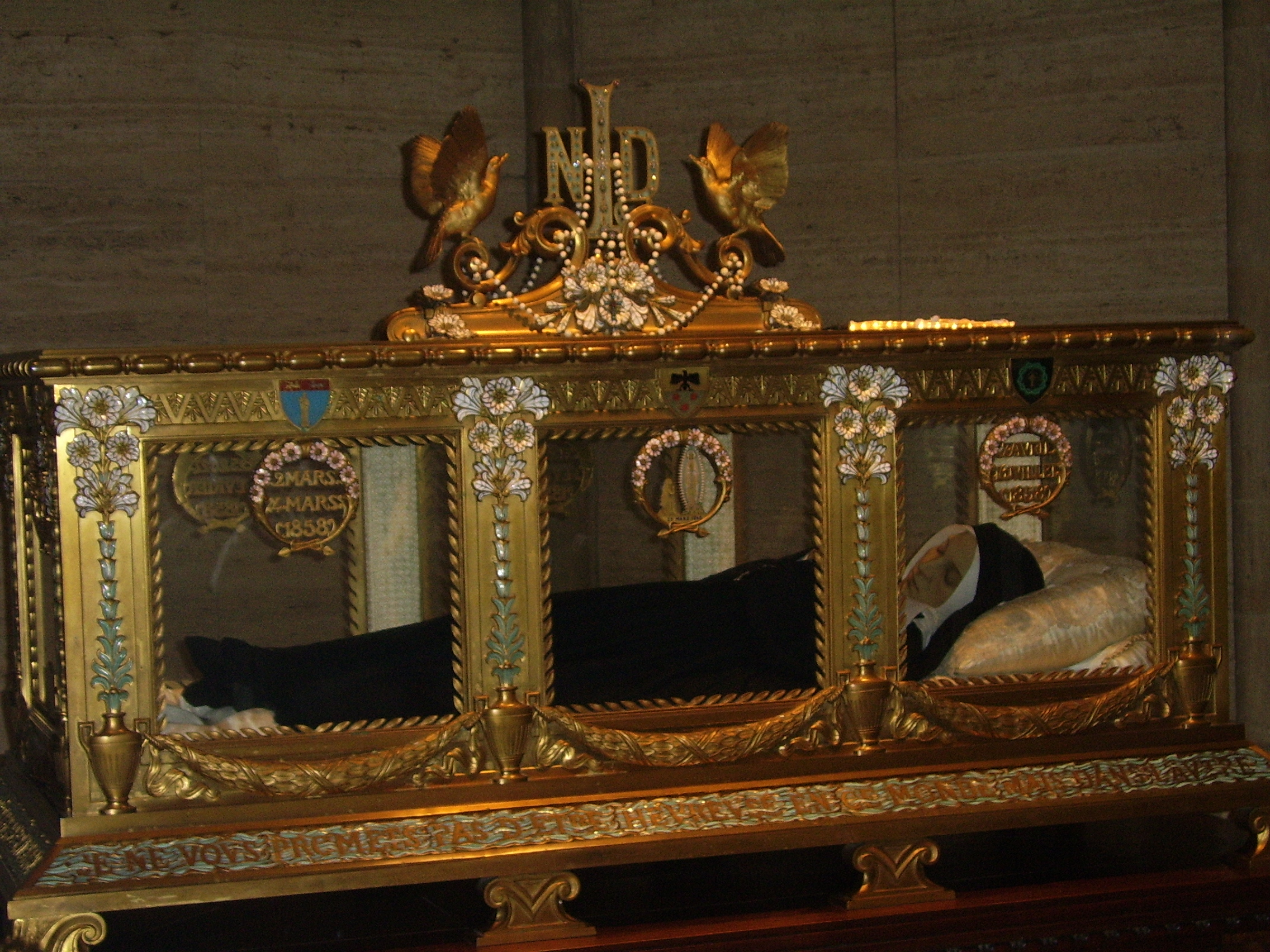
Sarkofag św. Bernadety w Nevers

Po ekshumacji okazało się, że jej ciało nie uległo rozkładowi. W 1925 roku okazało się jednak, że twarz i dłonie (jedyne obecnie widoczne części ciała) uległy częściowemu rozkładowi i sczernieniu. Wtedy to wykonano woskową maskę twarzy na podstawie zachowanych zdjęć, oraz odlew ręki, które są eksponowane zwiedzającym. 
Doktor Thérèse Valot opierając się na raporcie dwóch lekarzy, którzy badali jej ciało i trumnę, stwierdziła, że Bernadetę mumifikowano: „[…] Mumifikację ciała Bernadetty wspomagały środki chemiczne – węgiel drzewny i sole”. Dokładniejsze badania wykazały, że świadcząca o rozkładzie pleśń wyrosła jedynie powierzchniowo na zanieczyszczonej poprzednią ekshumacją skórze. Wciąż nienaruszone rozkładem ciało zostało przeniesione do relikwiarza w kaplicy kościoła klasztoru w Nevers, gdzie jest dostępne dla zwiedzających.

## W kulturze masowej
Życie Bernadety Soubirous stało się kanwą powieści Franza Werfla Pieśń o Bernadecie, która została zekranizowana.

### Pieśni kościelne
Postać Bernadetty oraz doznanych przez nią objawień jest przywoływana w pieśni maryjnej Po górach, dolinach.

### Kinematografia
- Pieśń o Bernadette – amerykański film z 1943 roku[9] (wyk. Jennifer Jones)
- Bernadette – francusko-szwajcarsko-luksemburski film z 1988 roku[10] (wyk. Sydney Penny)
- La Passion de Bernadette – francuski film z 1989 roku (wyk. Sydney Penny)
- Bernadeta – księżniczka z Lourdes – amerykański film animowany z 1990 roku
- Św. Bernadeta z Lourdes – francusko-włosko-luksemburski film telewizyjny z 2000 roku[11] (wyk. Angéle Osinsky)
- Bernadetta. Cud w Lourdes – francuski film z 2011 roku[12] (wyk. Katia Miran)